# PLOS Medicine
PLOS Medicine (do 2012 r. PLoS Medicine) – recenzowane czasopismo naukowe, publikujące na zasadach wolnej licencji prace naukowe z dziedziny medycyny. Najwyższy priorytet do publikacji w PLOS Medicine mają prace badawcze związane z czynnikami i warunkami, które powodują największe obniżenie oczekiwanej długości życia w zdrowiu, a dodatkowo skierowane są do szerszego grona odbiorców lub związane są ogólną polityką zdrowotną czy mogące mieć potencjalny wpływ na badania kliniczne. Główna siedziba redakcji czasopisma mieści się w Stanach Zjednoczonych, a czasopismo publikowane jest w języku angielskim.
Czasopismo jest drugą, po PLOS Biology, inicjatywą wydawniczą organizacji non-profit Public Library of Science (PLOS), która zajmuje się publikacją treści naukowych na zasadzie otwartego dostępu. Wszystkie treści w czasopiśmie publikowane są na licencji Creative Commons w wersji 2.5 z uznaniem autorstwa (CC-BY-2.5), oznaczanej skrótowo na stronie czasopisma jako CCAL. By pokryć wydatki związane z utrzymaniem czasopisma, w większości przypadków pobiera się opłaty od autorów artykułów.
Według ISI w roku 2014 impact factor czasopisma wyniósł 14,429.